# Unguiculariella
Unguiculariélla (лат.) — монотипный род грибов, входящий в семейство Гиалосцифовые. Единственный вид — Unguiculariélla bhutánica.

## Описание
Дискомицет. Плодовые тела — мелкие белые обратноконические апотеции до 1 мм в диаметре и до 1 мм высотой, покрытые волосками, уплощённые, затем неглубоко чашевидные. При подсыхании становятся охристыми до бледно-коричневых.
Аски содержат 8 спор, булавовидно-цилиндрической формы, амилоидные, 96—138×10—12 мкм. Споры неокрашенные, от эллиптических до короткоцилиндрических и короткобулавовидных, нередко изогнутые, не септированные или с одной септой, 11—15,5×3—5,5 мкм, неправильно расположенные в два ряда в аске.
Парафизы нитевидные, простые или разветвлённые, бесцветные. Волоски цилиндрические, до 14 мкм длиной, ломкие, с тупыми толстостенными концами. Волоски и парафизы амилоидные. Гифы внешнего эксципула амилоидные, среднего эксципула — неамилоидные.

## Экология и ареал
Известен только по типовым экземплярам, обнаруженным на территории Бутана. Сапротроф гниющего листового опада, произрастает на черешках широколиственных пород.

## Номенклатура
Вид был описан в 1990 году индийскими микологами Картаром Сингхом Тхиндом и Рагхунанданом Шармой, сотрудниками Пенджабского университета. Голотип был обнаружен Шармой на гниющем черешке некоего двудольного растения во влажном лесу близ Тхимпху, столицы Бутана, 7 августа 1981 года. Хранится в гербарии кафедры ботаники Пенджабского университета. Часть типового материала была выслана в гербарий кафедры фитопатологии Корнеллского университета в Нью-Йорке.
Научное название рода образовано от названия другого рода — Unguicularia Höhn., 1905, объединяющего 7 видов, распространённых в Европе. Внешне бутанский вид близок этому роду, однако по ряду микроскопических характеристик отличается от него.